# Глаголева-Аркадьева, Александра Андреевна
Александра Андреевна Глаголева-Аркадьева (16 (28) февраля 1884, с. Товарково, ныне Тульской области — 30 октября 1945, Москва) — доктор физико-математических наук (1935); первая русская женщина-физик, получившая мировую известность в научном сообществе; одна из первых женщин — профессоров Московского университета. Жена физика Владимира Константиновича Аркадьева.

## Биография
Родилась в семье сельского священника в селе Товарково Богородицкого уезда Тульской губернии, была одной из девяти детей. Рано научилась читать и писать, в 1900 году окончила Тульское епархиальное училище, где заинтересовалась физикой. Как раз тогда были вновь открыты Московские высшие женские курсы, закрытые правительством в 1886 году, но родители первоначально не позволили ей продолжать образование. Вместо этого она устроилась учительницей в начальную школу своего родного села, где работала до 1906 года. 
К 1904 году она смогла убедить отца в необходимости получить высшее образование и подала прошение о зачислении на МВЖК, но получила отказ (возможно, из-за того, что учебные программы епархиальных училищ уступали гимназическим). Лишь с третьей попытки, в 1906 году, ей удалось добиться принятия на физико-математическое отделение курсов. Во время учёбы серьёзно увлекалась театральной игрой, была принята К. С. Станиславским в статистки Художественного театра. Дополнительно слушала в Московском университете лекции Н. А. Умова. На жизнь и учёбу зарабатывала частными уроками и преподаванием в вечерней школе при общежитии для вдов и сирот. С третьего курса посещала лабораторию А. А. Эйхенвальда, а также ещё до выпуска начала преподавать на тех же курсах. Окончила курсы в 1910 году, её дипломная работа была посвящена конденсации паров на ядрах. Оставлена ассистенткой на кафедре физики.
В 1913 году, через два года после разрешения женщинам в России получать дипломы о высшем образовании государственного образца, Александра Глаголева сдала соответствующие экзамены при Московском университете. С началом Первой мировой войны организовала в лазарете, созданном тогда же при МВЖК, рентгеновский кабинет; работала также в аналогичном кабинете при госпитале в Павловской общине сестёр милосердия.
В 1919 году вышла замуж за физика Владимира Константиновича Аркадьева, в лаборатории которого работала.
В 1918 году Московские высшие женские курсы были преобразованы во Второй Московский государственный университет, а старый Московский университет получил первый номер. А. А. Глаголева-Аркадьева работала в обоих: во 2-м МГУ преподавала физические основы рентгенологии и вела практические занятия по рентгенографии, а в 1-м также читала курс рентгенологии. С 1920 году также работала в устроенной её мужем лаборатории электромагнетизма при 1-м МГУ. В 1930 году, работая уже в выделенном из 2-го университета медицинском институте, получила звание профессора одновременно этого института и снова единственного МГУ. С 1931 по 1939 год руководила кафедрой общей физики на биологическом, геолого-почвенном и географическом факультетах МГУ.
С 1930 года — профессор Московского университета и 2-го Московского медицинского института.
В 1935 году ей была присуждена степень доктора физико-математических наук без защиты диссертации.
До 1937 года заведовала также кафедрой во 2-м медицинском институте.
Умерла 30 октября 1945 года.
Похоронена на Новодевичьем кладбище.

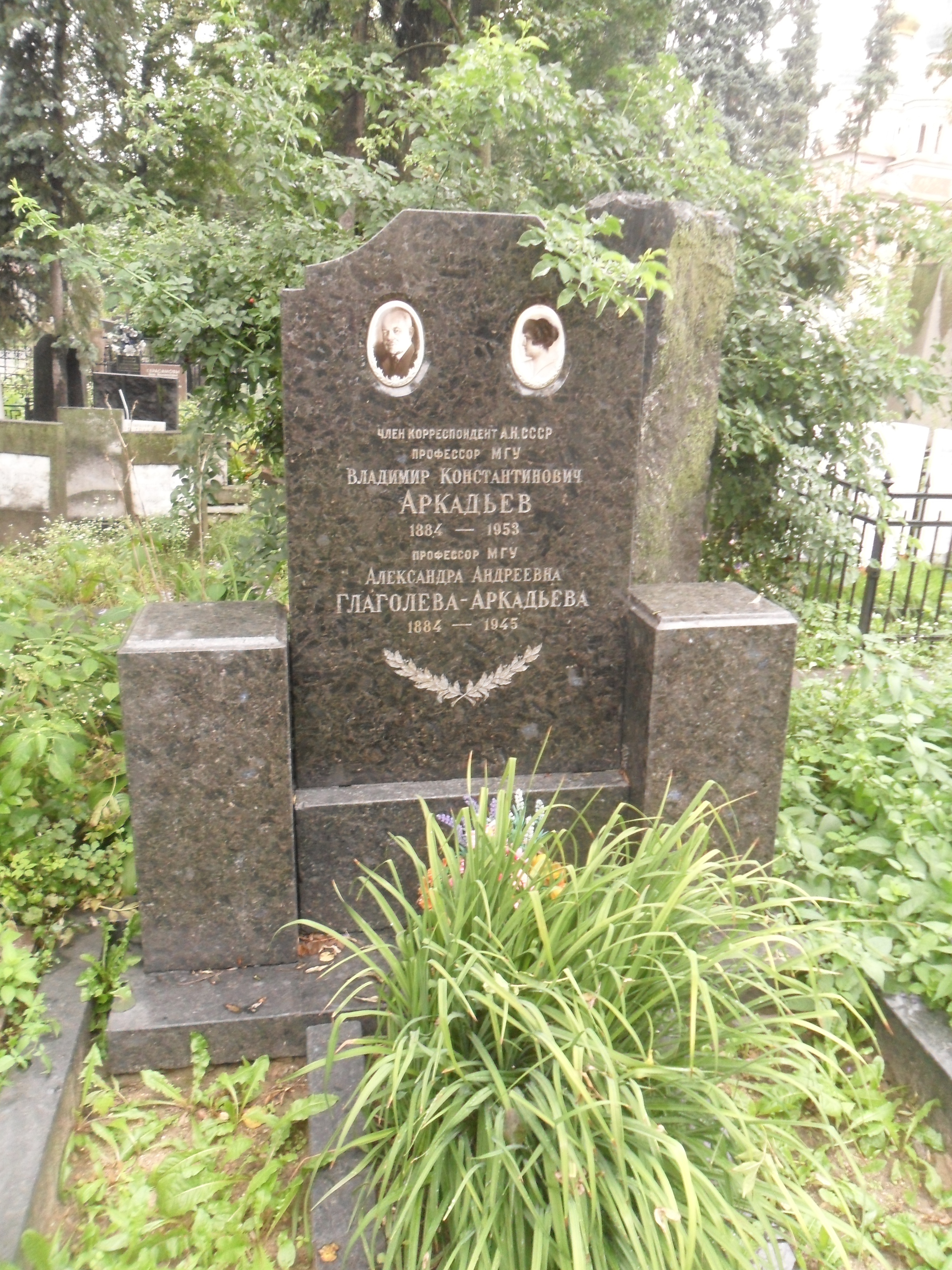
Могила

## Научная работа
В 1916 году А. А. Глаголева-Аркадьева сконструировала прибор для измерения глубины залегания пуль и осколков снарядов у раненых — рентгеностереометр.
В 1922 году построила новый источник электромагнитных волн — так называемый массовый излучатель, представляющий собой сосуд с алюминиевыми опилками, взвешенными в вязком масле. Опилки, являющиеся подвижными вибраторами Герца, при пропускании через них электрической искры излучают электромагнитные волны. В 1923 году благодаря малым размерам вибраторов Глаголевой-Аркадьевой удалось получить волны длиной от 5 см до 82 мкм, которые заполнили промежуток на шкале электромагнитных волн между спектрами инфракрасных и радиоволн. 
Это важное открытие доказало единство световых и электромагнитных волн и принесло Глаголевой-Аркадьевой широкую известность и признание в научных кругах СССР и мира.
Опираясь на исследования за предыдущие 25 лет, Глаголева-Аркадьева сделала полную классификацию и оформление терминологии электромагнитных волн, разбив шкалу на части: низкочастотные волны, радиоволны, ультра-радиоволны, ИК-лучи, световые лучи, УФ-лучи, рентгеновские лучи, гамма лучи, выполнив построение единой шкалы электромагнитных волн.
В последующие годы она продолжала исследования в области генерации и измерения электромагнитных волн.

## Научные труды
- A. Glagolewa-Arkadiewa. Short Electromagnetic Waves of Wave-length up to 82 Microns (англ.) // Nature. — 1924. — Vol. 113, no. 2844. — P. 640. — doi:10.1038/113640a0.
- Новая шкала электромагнитных волн // Успехи физических наук. — 1926. — Том 6. — № 3. — С.  216—241.
- Собрание трудов. — М.; Л.: АН СССР, 1948. — 181 с. — (Академия наук СССР. Отд. физико-математических наук).